# Bamba Susso
Bamba Susso (* 9. října 2002) je gambijský fotbalista, který hraje jako útočník za rakouský klub First Vienna.

## Klubová kariéra
Svou kariéru začal v mládeži Romulea Calcio. Před sezónou 2020/21 přestoupil do Pisy. V květnu 2021 debutoval proti Brescia Calcio v Serii B. Do konce sezóny odehrál dva zápasy.
V sezóně 2021/22 byl na hostování ve Villa Valle ze Serie D, kde odehrál 27 zápasů a třikrát skóroval. V sezóně 2022/23 byl na hostování v druholigovém slovinském Bilje. Ve druhé lize vstřelil ve 28 zápasech 14 gólů. V sezóně 2023/24 byl na hostování v prvoligovém slovinském NK Aluminij. V první lize odehrál 32 zápasů, klub nakonec sestoupil. Hostování bylo prodlouženo a Susso v další sezóně odehrál 22 zápasů a vstřelil 15 gólů. Aluminij znovu postoupil do nejvyšší soutěže.
Před sezónou 2025/26 přestoupil do rakouského First Vienna.